# Exorcismus
Exorcismus (z řeckého ἐξορκισμός exorkismós vyhánění; též vymítání) je úkon, jenž má za cíl z lidí, zvířat či věcí, označených za posedlé, vyhnat ďábla nebo jiné zlé síly. Tento úkon je i v současnosti součástí obřadů mnoha náboženství.

## Exorcismus v šamanismu a ve starověkých náboženstvích
Představa, že člověk, zvíře či věc může být pod vlivem zlého ducha, je v dějinách lidstva velmi stará a dosti rozšířená. Lze ji nalézt v některých kulturách založených na šamanismu, ale také v helénské kultuře či židovství.

## Exorcismus v křesťanství

### Nový zákon
Ježíš Kristus je v Novém zákoně popsán jako ten, kdo povolává, léčí a uzdravuje. Uzdravování se v tomto případě chápe jako vymítání, protože z tehdejšího pohledu za nemoci mohla přítomnost nečistých sil - démonů.
Za akt exorcismu se dá považovat i vzkříšení mrtvého (např. Lazar z Betánie). V tomto případě měl být Ježíš tím, kdo poráží i smrt. Od samého počátku víra ve zlé duchy a osvobozování člověka z jejich vlivu tvoří součást křesťanské nauky a i dnes exorcismus v určité podobě praktikují katolíci, pravoslavní, a také některé protestantské církve.
Nový zákon předpokládá existenci démonů jako samozřejmost a nejen evangelia, nýbrž i různé části zvláště Pavlových listů, které obsahují rady ohledně obrany před vlivem zlého. Vyhánění zlých duchů tvoří součást rozličných zpráv o Ježíšově činnosti.
Ježíš se při cestě gearskou krajinou setkává s posedlým, který žil v hrobech, chodil nahý a nikdo neměl dost sil aby jej mohl zkrotit. Onen muž padl před Ježíšem na zem a žádal ho o osvobození od démonů, kteří jej sužují. Ježíš démony přinutil opustit mužovo tělo a ptal se jich na jméno. Démoni odpověděli, že si říkají Legie, protože jich je mnoho, načež Ježíše prosili, aby je nevyháněl pryč (v Lukášově evangeliu se dokonce píše, že žádali, aby je neposílal do pekelné propasti). Ježíš pak umožnil démonům, aby vstoupili do stáda vepřů, které se poté vrhlo ze srázu do moře.
Moc vyhánět zlé duchy dostávají od Ježíše i jeho učedníci, kteří ovšem nedisponovali vlastní nadlidskou mocí, nýbrž měli konat ve jménu Božím.
| „                      | Hle, dal jsem vám moc šlapat po hadech a štírech a po veškeré síle nepřítele, takže vám v ničem neuškodí. | “ |
| — L 10, 19 (Kral, ČEP) | |   |

V počátcích křesťanství byla víra v existenci démonů a nezbytnost exorcismu rozšířena. Ovšem je nutné vědět, že z hlediska Nového zákona je diametrální rozdíl mezi démonem a Ďáblem. Ďábel má je zde představen jako pokušitel a jedna konkrétní bytost, zatímco démoni představuji rozličná stvoření nečistých sil, které umí vstoupit do lidí a zvířat a způsobit jim zdravotní problémy a to jak psychického i fyzického rázu.
Nutno ovšem podotknout, že člověk může být posednut i Ďáblem, v Lukášově evangeliu se můžeme dočíst, že Satan vstoupil do Jidáše Iškariotského a vnukl mu myšlenku, aby Ježíše zradil. Soudě podle evangelií by se tedy dalo říct, že zatímco Ďábel posedne člověka s nějakým konkrétním cílem, tak pro démony představuje posednutí součást jejich běžné existence.

### Křestní exorcismus
Vedle exorcismu posedlých se v křesťanství rozvinuly takzvané křestní exorcismy, svým průběhem méně dramatické, ale nesoucí podobný význam. Jde o obřad vyhánění zlých sil z katechumena, tedy člověka připravujícího se na křest. Formule křestních exorcismů představují v dějinách křesťanství velmi důležitou součást křtu. V římskokatolické církvi nicméně prošel křestní obřad po Druhém vatikánském koncilu výraznou reformou, jež křestní exorcismy odsunula do pozadí.

### Exorcismus dnes
Exorcismus tvoří i dnes součást katolické nauky a liturgie. Rozlišuje se přitom tzv. malý a velký (někdy též slavný) exorcismus. Jako malý exorcismus se označuje obřad, jímž se katechumen při křtu zříká ďábla, všeho, co působí a čím se pyšní (tento obřad tvoří také součást tzv. obnovy křestního slibu). Pro vykonávání velkého exorcismu je biskupem pověřen zvláštní kněz, zvaný též exorcista.
Průběh velkého exorcismu stanovuje nově revidovaná (1999) část Římského rituálu De exorcismis et supplicationibus quibusdam. Katechismus katolické církve (čl. 1673) píše, že exorcismus „je zaměřen na vymítání zlých duchů nebo vymanění z ďábelského vlivu, a to skrze duchovní pravomoc, kterou Ježíš svěřil své Církvi.“ V současné praxi se klade velká pozornost, aby „posedlost zlým nebyla zaměněna s psychickou chorobou“. Rozdíl mezi posedlostí démony a duševní poruchou dnes takto vnímá i katolická církev, která nyní zdůrazňuje, že je třeba odlišit posedlost od duševních chorob a že exorcismus nelze na duševní poruchy aplikovat. Zkušení exorcisté často kladou důraz na to, že leckterý člověk trpící obtížemi, který vyhledává exorcistu, potřebuje spíše péči lékaře - psychiatra. Na druhou stranu i dnes existují případy duševních obtíží, které nejsou zcela řešitelné v paradigmatu existující psychiatrie. Tehdy je možné, v případě souhlasu nemocného, požádat o pomoc exorcistu. Mezinárodní klasifikace nemocí vyděluje diagnózu F44.3 Trans a stavy posedlosti (Extasis et disordines possessivi) a pracuje tedy s pojmem "posedlost".
Pravoslaví má vlastní tradici vykonávání exorcismu. Většina starých protestantských církví exorcismus nevykonává, na rozdíl od letničních církví, příp. v charismatického hnutí.
Otec Gabriele Amorth, člen Mezinárodní papežské mariánské akademie, 4. září 1991 založil Italskou asociaci exorcistů, a roku 1993 založil Mezinárodní asociaci exorcistů (MAE), které předsedal do roku 2000. 13. června 2014 Kongregace pro klérus schválila statut Mezinárodní asociace exorcistů a uznala ji za soukromé mezinárodní sdružení věřících s právní subjektivitou, se všemi právy a povinnostmi stanovenými Kodexem kanonického práva, tj. byla oficiálně uznána Vatikánem. Na podzim 2016 byla ustanovena česko-slovenská sekce MAE. Roku 2018 měla 10 členů. Posledních 15 až 20 let zažívá exorcismus rozmach nejen ve východní Evropě, ale i v jižní Itálii, Španělsku a celé jižní Americe. Papež Jan Pavel II. stál za rozhodnutím církve pověřit v každé diecézi alespoň jednu osobu, která bude v oblasti exorcismu proškolena. Nový nástup a vývoj exorcismu v Polsku zdokumentoval Konrad Szolajski ve svém filmu “Bitva se Satanem” z roku 2015.

### Modlitba za rozvázání
Kromě samotného exorcismu, který v případě katolické církve smí být vykonáván pouze zralým knězem z pověření biskupa, existuje též institut Modlitby za rozvázání. Modlitba za rozvázání smí být pronesena kterýmkoliv vysvěceným knězem a jejím primárním cílem je zbavit člověka svázanosti s působením zlého. Modlitba za rozvázání má své místo v případě obtíží lehčího charakteru a na rozdíl od exorcismu jako takového při ní nedochází ke zvláštním projevům démonického působení u (domněle) posedlého člověka.

### Exorcisté
Služba exorcisty byla jedním z nižších svěcení a podle všeho byla na konci 3. století velmi rozšířená. V této době také obřad exorcismu tvořil (a v katolické církvi dodnes tvoří) součást katechumenátu a křestní liturgie. Církevní spisovatelé prvních století (např. sv. Antonín Poustevník, sv. Cyril Jeruzalémský a sv. Jan Zlatoústý) označují za nejjednodušší a nejběžnější prostředek proti zlu (tj. exorcismus) znamení kříže. Mezi další prostředky obrany proti zlému byly a zůstávají považovány v církvi Ježíšovo jméno, svěcená voda a požehnané předměty.
Dnes je označení exorcista užíváno pro kněze pověřeného biskupem většinou na dobu určitou, aby prováděl na území diecéze tzv. velký exorcismus. Kompetence exorcisty a možnost užití exorcismu stanovuje a omezuje na jedné straně kanonické právo, na druhé Římský rituál. Mezi kněze, kteří jsou známí jako exorcisti nebo působili na našem území, patří Gabriele Amorth, Vojtěch Kodet, James J. LeBar či Elias Vella. Velký exorcismus smí rovněž provádět každý biskup, neboť je nositelem plnosti svátosti kněžství.

### Katechismus katolické církve
| „          | Když církev veřejně a s autoritou prosí ve jménu Ježíše Krista, aby byla některá osoba nebo předmět chráněna proti vlivu zlého ducha a vymaněna z jeho poroby, mluví se o exorcismu. Ježíš jej prováděl (Mk 1,25-26); od něho také církev má moc a úkol vymítat zlé duchy. Jednoduchý exorcismus se provádí během slavení křtu. Slavný exorcismus, nazývaný „velký exorcismus“, může provádět jen kněz s dovolením biskupa. Je třeba při tom postupovat prozíravě a přesně dodržovat stanovené předpisy církve. Exorcismus je zaměřen na vymítání zlých duchů nebo vymanění z ďábelského vlivu, a to skrze duchovní pravomoc, kterou Ježíš svěřil své církvi. Velmi odlišný je případ nemocí, především psychických, jejichž léčení náleží do oblasti lékařské vědy. Dříve než se přikročí k exorcismu, je tedy důležité se přesvědčit, zda se jedná o přítomnost zlého ducha nebo jen o nemoc. | “ |
| — čl. 1673 | |   |

### Kříž sv. Benedikta
Jednou z běžně užívaných formulí exorcismu, kterých užívají křesťané, kteří nemusí být kněžími, je šestiverší, původně z jistého bavorského rukopisu z r. 1415:
Crux sancta sit mihi lux / Non draco sit mihi dux

Vade retro satana / Nunquam suade mihi vana

Sunt mala quae libas / Ipse venena bibas

Svatý kříž ať je mi světlem / a drak ať není mým vůdcem

Odstup, Satane, / nepokoušej mne marnostmi

To, co nabízíš, je zlé / sám vypij svého jedu.
Šestiverší se inspiruje evangelním rozhovorem mezi Ježíšem a apoštolem Petrem (Mk 8,33). Počáteční písmena šestiverší bývají vyryta kolem kříže (tzv. kříž sv. Benedikta, který někteří křesťané nosí na krku (CSSML NDSMD VRSNSMV SMQLIVB).

## Exorcismus v islámu
Exorcismus zřejmě tvořil součást islámu již od jeho počátku a určitá místa v Koránu hovoří o posedlosti zlými bytostmi. Podle Sun vyháněli prorok Mohamed a jeho stoupenci zlé bytosti z těl věřících pomocí veršů z Koránu, prosbami k Alláhovi a požehnaného pramene Zamzam. Podle islámské víry člověka může posednout nejen démon či ďábel (šaitan), ale také džin, inteligentní ohnivé stvoření.

## Exorcismus v buddhismu
Již od raných dob buddhismus obsahoval určité náboženské úkony či rituály, které měly chránit proti různému nebezpečí a vyhánět vlivy zlých sil. V théravádě jsou exorcizující obřady s tzv. parittami, z nichž jsou mnohé připisovány přímo Buddhovi. Tyto texty se zpívají na Srí Lance a v těch zemích jihovýchodní Asie, kde je théraváda rozšířená, během veřejných obřadů, které mají odvrátit zlo ohrožující společnost. Těchto textů se užívá i k osobní obraně proti nemocem a neštěstí. Na Srí Lance se krom toho dodnes používá jako obřadu, který má zahnat zlé duchy či nemoc, tzv. ďábelského tance.
V mahájáně a vadžrajáně mají exorcismy ještě větší úlohu; jako obrany proti zlu se užívá manter a jiných formulí, jimž je připisována moc.

## Exorcismus v hinduismu
V hinduismu se posedlost někdy považuje za svatý stav, pokud do těla vstupuje bohyně Kálí, některá z jejích inkarnací či jiné božstvo (déva). Věřící proto takto „posedlé“ uctívají a žádají od nich požehnání. Pokud ovšem jde o cizí duchy, kteří tělo do určité doby neopustí, je povolán místní vymítač, který má ducha z těla vyhnat. Atharva Véda obsahuje formule vztahující se k magii a lékařství. Mnohé z popisovaných obřadů se týkají vyhánění démonů a zlých duchů. Hlavní puránský zdroj informací týkajících se duchů a dalších témat spojovaných se smrtí je Garuda Purána. Stav posedlosti je dále popisován v Hinduistické knize Bhagavadgíta, konkrétně v kapitole 16, slokách 17, 18, 19, 20, 21.
| „                                      | Démoni, zmatení falešným egem, silou, pýchou, chtíčem a hněvem projevují zášť vůči Nejvyššímu Pánu, Osobnosti Božství, dlícímu v jejich vlastních tělech a tělech ostatních, a hanobí skutečné náboženství. | “ |
| — Bhagavád Gítá, kapitola 16, sloka 18 | |   |

Základní způsoby exorcismu jsou mantra a jadžňa používané ve védských a tantrických tradicích.
Ve vaišnavských tradicích se také používá recitace jmen Višnuova avatára Narasimhy a hlasité předčítání písem (zvláště Bhágavata Purány). Podle Gítá Mahátmji z Padma Purány čtení 3., 7. a 8. kapitoly Bhagavad gíty a mentální věnování výsledku zemřelým osobám jim pomáhá zbavit se nutnosti stát se a zůstat po určitou dobu duchem (karma). Kírtan, průběžné přehrávání manter, uchovávání písem a obrázků božstev (zvl. Šivy a Višnua v podobě Narasimhy) v domě, pálení kadidla (vonných tyčinek) obětovaných při púdže, kropení vodou z posvátných řek a troubení na lastury používané při púdže jsou další účinné metody.

## Exorcismus v taoismu
V taoismu vykonávají většinu exorcizujících obřadů taoističtí kněží, kteří mají na základě svého rozdělení do různých řádů moc nad jednotlivými démony. Mezi tyto obřady patří očištění prokletého domu či uzdravování nemocného. Jeden z těchto kněžských řádů má za úkol nakládání s posedlými médii. Toto médium se uvede do transu, v němž se stává ústy božstva či zemřelého příbuzného a takto radí či napovídá v osobních, obchodních či zdravotních otázkách. Kněz přitom tuto radu interpretuje.

## Exorcismus, psychiatrie a medicína
Podle pohledu psychiatrů „stav posedlosti“ neexistuje, nebo jinak nahlíženo, to co je z hlediska exorcismu posedlost, má přirozenou příčinu v duševní chorobě. Jak uvádí český psychiatr Cyril Höschl, nyní se psychiatrie nedomnívá, že duševní poruchu způsobuje entita, která jedince posedne a je odnímatelná, nýbrž vychází z hypotéz o poruchách v činnosti neuronálních sítí.
Méně obvyklý pohled, který není v přímém sporu s náboženskou tradicí, se pouze staví skepticky k názoru, že lze snadno rozlišit případnou posedlost a duševní chorobu, a to především kvůli diferenciální diagnostice, která se dosud nachází v plenkách. Takto je velmi nesnadné rozlišit od sebe různé choroby, které se označují jako schizofrenie, deprese, dyslexie, hraniční poruchy apod.
Výsledky psychiatrie a medicíny vedly naopak i k vývoji křesťanského názoru na posedlost. Dnes se uznává, že řada stavů byla v minulosti považována za posedlost mylně (a část z nich lze i úspěšně léčit). Navzdory tomu exorcismus jako řešení duchovních problémů v praxi mnoha křesťanských církví stále setrvává, pouze je snaha odlišit posedlost od duševních chorob.
Co se týká vztahu mezi psychickou poruchou a působením Zlého, na to není odpověď jednoduchá. Může dojít k tomu, že některé psychické poruchy se jeví jako působení zlého a obráceně. O této problematice vyšla v poslední době kniha od italského exorcisty Gabriela Amortha Exorcisté a psychiatři (2006).

#### Psychoterapie
Psychoterapie v některých metodách terapie, zvláště skupinové, zprostředkuje pacientovi prožitky maximální intenzity, které mají otřást rigidními patologickými strukturami jeho osobnosti (psychedelická terapie, Janovova technika primálního výkřiku).

## Kritika exorcismu
Pro ateismus, jakožto přesvědčení, které se vyznačuje absencí víry v Boha či duchovní bytosti nemateriální, nesvětské povahy či podstaty, a které tak popírá existenci Boha nebo bohů, zázraků, nadpřirozena, případně nehmotné duchovní oblasti vůbec, je již z principu stav posedlosti nepřijatelný. Exorcismus v jednotlivých náboženstvích proto z hlediska ateismu jako přesvědčení nemá žádné reálné odůvodnění, což ale nic nevypovídá o jeho možných praktických účincích. Stejný názor mohou zastávat i teisté, jejichž náboženské představy duchy a zlé síly neobsahují. To se týká i části křesťanů.

## Exorcismus ve filmu
Téma exorcismu bylo zpracováno v řadě filmů, zejména hororového a mysteriózního žánru. Jmenovat lze například oskarový snímek Vymítač ďábla (v originále The Exorcist) Williama Friedkina z roku 1973.